# Huis Cornu

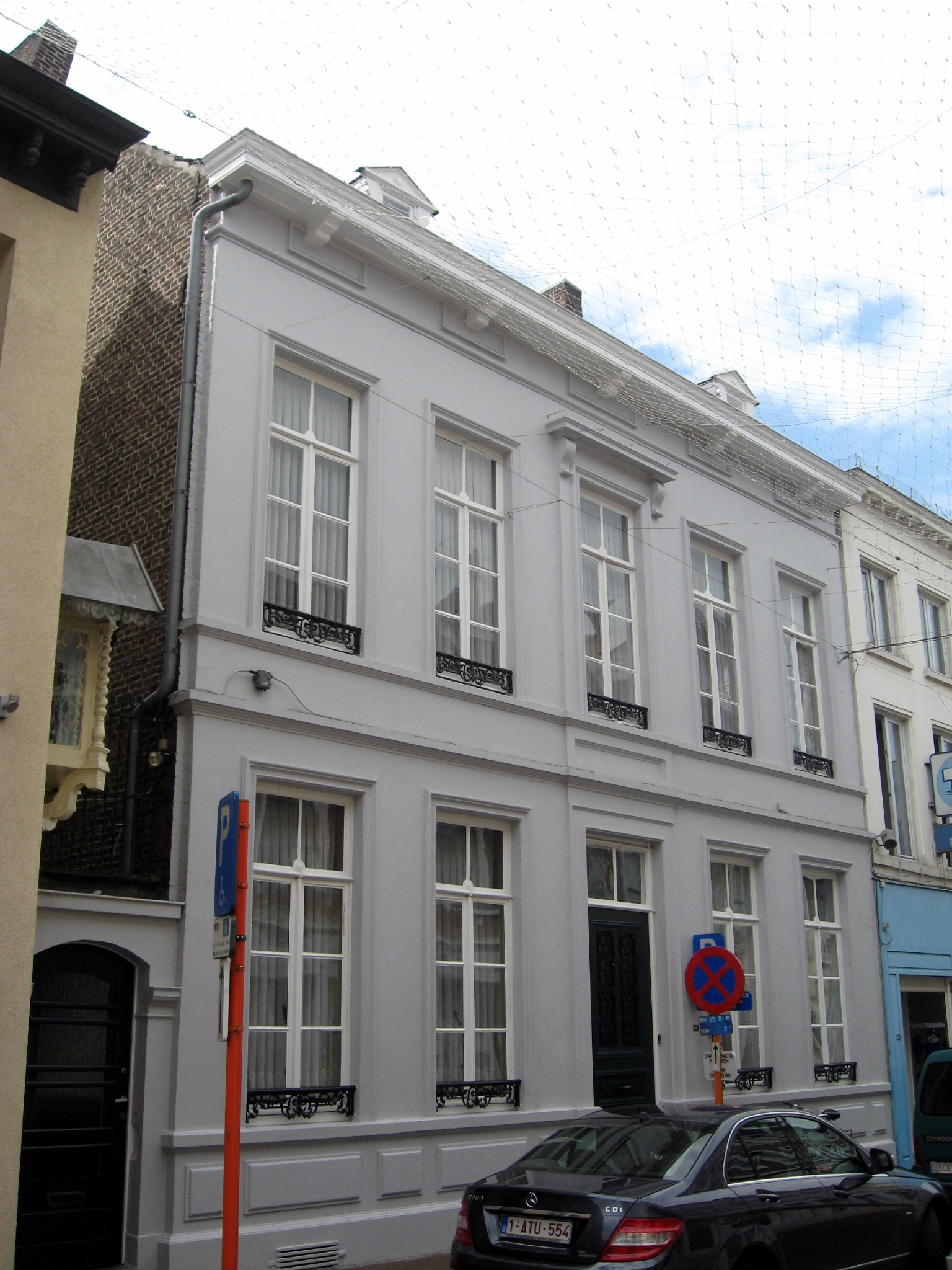
Huis Cornu

Huis Cornu (ook: Huis Schroë) is een woonhuis aan de Diesterstraat 20 te Hasselt.
Het neoclassicistisch breedhuis werd gebouwd door Egide Robert Schoofs, nadat in 1847 de Stadsomwalling van Hasselt was gesloopt. De naam Huis Cornu verkreeg het pand toen Albert Cornu en zijn vrouw er, na 1875, kwamen te wonen.
Het is een bakstenen gebouw met lijstgevel, die bepleisterd en beschilderd is. De sokkel is voorzien van panelen. In 1980 werd het huis geklasseerd als monument.